# Иов (Павлишин)
Архиепи́скоп Иов (укр. Архиєпископ Іов в миру Васи́лий Степа́нович Павли́шин укр. Василь Степанович Павлишин; 5 июня 1956, Конюхи, Тернопольская область — 8 февраля 2019, Гаи-Шевченковские, Тернопольская область) — епископ Православной церкви Украины (2019).
В прошлом — архиерей на покое Украинской автокефальной православной церкви (2012—2018); до этого — иерарх Украинской православной церкви Киевского патриархата, архиепископ Тернопольский и Кременецкий (1995—2012).

## Биография
Родился 5 июня 1956 года в селе Конюхи, в Тернопольской области. После окончания средней школы, обучался в техническом училище в посёлке Поморяны, Львовской области.
С 1974 по 1976 год служил в рядах Советской армии.
С 1976 по 1981 год учился в Львовском политехническом институте.
В 1981 году поступил в Ленинградскую духовную семинарию и в 1982 году архиепископом Тихвинским Мелитоном (Соловьёвым) был хиротонисан во диакона, а в 1983 году — во пресвитера.
С 1984 года служил в приходах Львовской и Тернопольской епархии (РПЦ).
В 1990 году, после возрождения УАПЦ, был избран секретарём Тернопольско-Бучачской епархии, одновременно служа в качестве настоятеля Дмитриевского храма села Плотыча, Тернопольского благочиния.
В апреле 1995 года был пострижен в монашество с именем Иов.

### Епископское служение
11 мая 1995 года во Владимирском кафедральном соборе Киева состоялась его архиерейская хиротония во епископа Кременецко-Збаражского (с ноября — епископ Тернопольский и Кременецкий).
23 октября 1995 года назначен временным управляющим Хмельницкой епархии.
23 января 2004 года указом патриарха Филарета возведён в достоинство архиепископа.
13 мая 2012 года, решением Священного Синода (журнал № 19), за «попытку расколоть Тернопольско-Кременецкую епархию, нарушение присяги, данной при архиерейской хиротонии», был почислен на покой.
1 июня 2012 года объявил о своём переходе в юрисдикцию УАПЦ, за что был исключён из клира УПЦ КП.
Скончался 8 февраля 2019 года.

## Награды
церковные
- Орден святого архистратига Михаила (1999)
- Орден святого Николая Чудотворца (2006)
- Орден великомученика Георгия Победоносца (14 декабря 2006)
- Христа Спасителя (2012).

светские
- Орден «За заслуги» III степени (2010[6])